# Bělá pod Pradědem
Bělá pod Pradědem là một làng thuộc huyện Jeseník, vùng Olomoucký, Cộng hòa Séc.